# Lijst van Stolpersteine in Opsterland

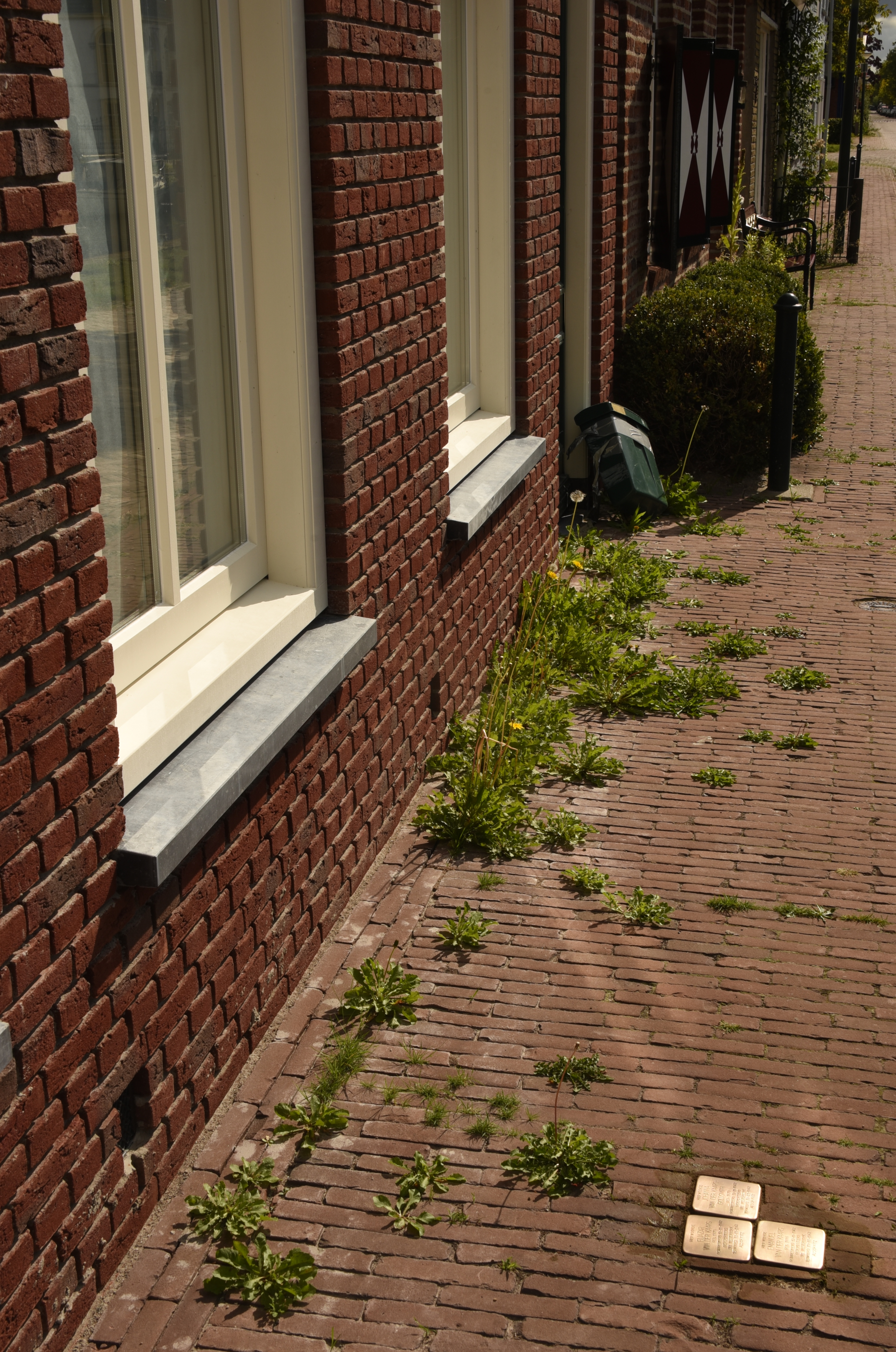
Stolpersteine voor familie Van der Kaars in Gorredijk

De lijst van Stolpersteine in Opsterland geeft een overzicht van de gedenkstenen die in de gemeente Opsterland in de Nederlandse provincie Friesland zijn geplaatst in het kader van het Stolpersteine-project van de Duitse beeldhouwer-kunstenaar Gunter Demnig.
Stolpersteine zijn opgedragen aan slachtoffers van het nationaalsocialisme, al diegenen die zijn vervolgd, gedeporteerd, vermoord, gedwongen te emigreren of tot zelfmoord gedreven door het nazi-regime. Demnig legt voor elk slachtoffer een aparte steen, meestal voor de laatste zelfgekozen woning.
Omdat het Stolpersteine-project doorloopt, kan deze lijst onvolledig zijn.

## Stolpersteine
In de plaats Gorredijk in de gemeente Opsterland liggen veertien Stolpersteine op vijf adressen.

### Gorredijk
| Stolperstein | Inscriptie | Adres         | Biografie |
| ------------ | --- | ------------- | --- |
|              | HIER WOONDE MARCUS COLTHOF GEB. 1889 GEARRESTEERD 20-8-1942 GEDEPORTEERD UIT WESTERBORK VERMOORD 23-7-1943 SOBIBOR                       | Langewal 38   | Marcus Colthof (1889-1943), slager.                                                                              |
|              | HIER WOONDE LINA COLTHOF- GUDEMA GEB. 1881 GEARRESTEERD 3-10-1942 GEDEPORTEERD UIT WESTERBORK VERMOORD 23-7-1943 SOBIBOR                 | Langewal 38   | Lina Colthof-Gudema (1881-1943) was de echtgenote van Marcus Colthof.                                            |
|              | HIER WOONDE ESTHER COLTHOF GEB. 1925 GEARRESTEERD 3-10-1942 GEDEPORTEERD UIT WESTERBORK VERMOORD 26-2-1943 AUSCHWITZ                     | Langewal 38   | Esther Colthof (1925-1943) was een dochter van Marcus en Lina Colthof.                                           |
|              | HIER WOONDE ELIAZAR VAN DER KAARS GEB. 1876 GEARRESTEERD 12-11-1942 GEDEPORTEERD UIT WESTERBORK VERMOORD 19-11-1942 AUSCHWITZ            | Kerkewal 56   | Eliazar van der Kaars (1876-1942)                                                                                |
|              | HIER WOONDE JOHANNA VAN DER KAARS- GOLDSMITH GEB. 1870 GEARRESTEERD 12-11-1942 GEDEPORTEERD UIT WESTERBORK VERMOORD 19-11-1942 AUSCHWITZ | Kerkewal 56   | Johanna Goldsmith (1870-1942) was de echtgenote van Elias van der Kaars.                                         |
|              | HIER WOONDE EMANUEL VAN DER KAARS GEB. 1886 GEARRESTEERD 12-11-1942 GEDEPORTEERD UIT WESTERBORK VERMOORD 19-11-1942 AUSCHWITZ            | Kerkewal 56   | Emanuel van der Kaars (1886-1942) was een broer van Elias van der Kaars.                                         |
|              | HIER WOONDE ABRAHAM B.LEEFSMA GEB. 1909 GEARRESTEERD 20-8-1942 GEDEPORTEERD UIT WESTERBORK VERMOORD 7-2-1945 GROSS-ROSEN                 | Langewal 48   | Abraham Leefsma (1909-1945)                                                                                      |
|              | HIER WOONDE MATJE LEEFSMA- WOLF GEB. 1911 VERRADEN 1-3-1944 GEDEPORTEERD UIT WESTERBORK VERMOORD 31-8-1944 AUSCHWITZ                     | Langewal 48   | Matje Leefsma-Wolf (1911-1944) was de echtgenote van Bram Leefsma.                                               |
|              | HIER WOONDE JOZEF LEEFSMA GEB. 1892 GEARRESTEERD SEPT. 1942 GEDEPORTEERD UIT WESTERBORK VERMOORD 26-1-1945 BLECHHAMMER                   | Langewal 28   | Jozef Leefsma (1892-1945), manufacturier. Van zijn gezin overleefden alleen moeder Bep en zoon Herman de oorlog. |
|              | HIER WOONDE IZAK LEEFSMA GEB. 1917 GEARRESTEERD 20-8-1942 GEDEPORTEERD UIT WESTERBORK VERMOORD 31-12-1944 AUSCHWITZ                      | Langewal 28   | Izak Leefsma (1917-1944) was een zoon van Jozef Leefsma.                                                         |
|              | HIER WOONDE MAGALINA LEEFSMA GEB. 1918 GEARRESTEERD 1943 GEDEPORTEERD UIT WESTERBORK VERMOORD 7-5-1943 SOBIBOR                           | Langewal 28   | Magalina Leefsma (1918-1943) was een dochter van Jozef Leefsma.                                                  |
|              | HIER WOONDE JACOB LEEFSMA GEB. 1935 GEARRESTEERD 1943 GEDEPORTEERD UIT WESTERBORK VERMOORD 11-2-1944 AUSCHWITZ                           | Langewal 28   | Jacob Leefsma (1935-1944), ook Jaapje, was een zoon van Jozef Leefsma.                                           |
|              | HIER WOONDE DINA LEEFSMA- DE VRIES GEB. 1917 GEARRESTEERD 20-8-1942 GEDEPORTEERD UIT WESTERBORK VERMOORD 31-12-1944 AUSCHWITZ            | Langewal 28   | Dina Leefsma-de Vries (1917-1944) was een schoondochter van Jozef Leefsma.                                       |
|              | HIER WOONDE BERTHA SCHOLTEN GEB. 1872 GEARRESTEERD 12-11-1942 GEDEPORTEERD UIT WESTERBORK VERMOORD 23-11-1942 AUSCHWITZ                  | Hoofdstraat 2 | Bertha Scholten (1872-1942)                                                                                      |

## Data van plaatsingen
- 7 december 2016: veertien Stolpersteine op Hoofdstraat 2, Kerkewal 56, Langewal 28 en 38 en 48